# Míla Reymonová
Míla Reymonová, vlastním jménem Milena Rejmonová (3. října 1907 Praha – ? Spojené království?) byla česká divadelní a filmová herečka, a také houslistka. Po roce 1937 emigrovala do Anglie. V 50. letech 20. století cestovala mezi Anglií a Spojenými státy americkými. V Anglii natočila i několik filmů (Setkání v Alžíru – 1944) aj. O jejím dalším životě nejsou informace, pravděpodobně zemřela ve Spojeném království.

## Filmografie
- Kariéra Pavla Čamrdy (1931)
- Děvčátko, neříkej ne! (1932)
- Pobočník Jeho Výsosti (1933)
- Její lékař (1933)
- Dobrý tramp Bernášek (1933)
- Volha v plamenech (1934)
- Vzdušné torpédo 48 (1936)
- Tři muži ve sněhu (1936)
- Na tý louce zelený (1936)
- Žena na rozcestí (1937)
- Tři vejce do skla (1937)
- Krb bez ohně (1937)